# Trivium (Zeitschrift)
Trivium ist der Name einer deutsch-französischen Online-Zeitschrift mit Themen der Geistes- und der Sozialwissenschaft, die seit 2008 sonst schwer zugängliche Fach-Artikel in der jeweils anderen Sprache als in der Print-Version bereitstellt. Einleitungen zu den Themenheften stellen eigene Essays dar und stehen in beiden Sprachen bereit. Jährlich erscheinen zwei bis drei Ausgaben.